# Историко-краеведческий музей (Черноисточинск)
Черноисточинский историко-краеведческий музей — музей истории быта и ремёсел горнозаводского населения Урала, жителей посёлков и сёл горного хребта Весёлые горы, главный музей посёлка Черноисточинска Пригородного района Свердловской области. Расположен по адресу: Юбилейная улица, 2А.

## История
В конце 1990-х директор местного дома творчества организовала кружок краеведения. Экспонаты для будущего музея собирались жителями всего посёлка и силами школьников, ветераны приносили в музей свои награды, музейными работниками были собраны редкие книги и фотографии. В частности Серебрякова Л. А. отдала музею одежду XIX века (косоклинник, блузка, платье); старинную утварь предоставила Мочалова Н. Ф. (рукомойник, чайные чашки, утюг, коноплянки); Хромушкин С. Х. передал организаторам музея одно из первых изданий книги Д. Н. Мамина-Сибиряка «Золото» издания 1894 года, приобретённую им случайно в Москве. Художники Голицина Г. С. и Камешкова Т. А. занимались оформлением интерьера и стендов. Кроме того открытию музея поспособствовали нижнетагильские и местные, черноисточинские предприниматели. 5 ноября 1998 года при доме творчества Черноисточинска состоялось торжественное открытие школьного музея. За два последующих года работы в музее было проведено около пятидесяти экскурсий, среди которых уроки мужества, встречи с ветеранами, семинары для работников образования. Кроме того при музее был создан клуб краеведов для взрослых и детей, в котором активно ведётся поисковая работа по сбору материалов, организуются походы и экскурсии по окрестным местам. В 2000 году Черноисточинский краеведческий музей от министерства образования Свердловской области получил свидетельство о присвоении звания «Школьный музей» с вручением паспорта. В этом же году Черноисточинский музей назван лучшим в деле развития пропаганды истории краеведения среди школьных музеев Пригородного района. В 2001 году в связи с переездом в другое здание пришлось заново регистрировать музей, что заняло полтора года работы педагогов дома детского творчества. В настоящее время музей располагается в здании бывшего детского сада, экспозиция разместилась в двух комнатах и была дополнена новыми экспонатами.

## Экспозиция
В Черноисточинском историко-краеведческом музее собрана богатая коллекция экспонатов, которой может позавидовать некоторорые городские музеи краеведения. В частности экспозиция, посвящённая первым поселенцам-основателям посёлка, старообрядцам. Последующая часть экспозиции рассказывает об истории Черноисточинского железоделательного завода, основал здесь Акинфием Демидовым. В музее представлен быт жителей Черноисточинска и поселенцев других посёлков, сёл и деревень Весёлых гор конца XIX-го — начала XX-го веков. В собрании музея широко представлены кованные железные изделия с клеймом «CCNAD», керамика, деревянные и бронзовые предметы быта и прочее. Отдельная экспозиция посвящена теме Великой Отечественной войны, среди экспонатов которой каски, мундиры, оружие тех времён, старые письма солдат и личные фотографии.
В Черноисточинск приезжали писать картины русские художники В. Е. Раев и П. П. Веденецкий. Оригиналы картин с видами Черноисточинского завода сейчас хранятся в Москве, в Государственном историческом музее России. В 2005 году в краеведческом музее была открыта экспозиция, посвящённая жизни и быта населения Черноисточинска в советское время, а рамках которой была представлена продукция предприятий, работавших в то время в посёлке. Благодаря хранителю музея Камешковой Н. Н. в музей пришло и было отреставрировано много предметов старины: самовары, зеркала, прялки, деревянные сосуды, миски.